# Africa Must Be Free by 1983 Dub
Az Africa Must Be Free by 1983 Dub egy 1979-es  dub album Augustus Pablo-tól.

## Számok
1. Unity Dub
2. Africa Dub
3. My Mind Dub
4. Western Kingston Style
5. Levi Dub
6. Revolution Dub
7. Judgement Dub
8. Sufferer Dub

## Zenészek
- producer: Augustus Pablo & Hugh Mundell
- felvételek: Errol T, Channel One, Harry J & Black Ark Studio
- mix:   Prince Jammy;  King Tubby's Studio
- basszusgitár : Robbie Shakespeare
- dob : Santa Smith
- harsona : Leroy Horsemouth Wallace
- gitár : Earl Chinna Smith, Geoffrey Chung, Claytone Downie
- orgona : Pablo Black, Augustus Pablo
- zongora, húrosok : Augustus Pablo